# Korfbal 1992-1993
Korfbalseizoen 1992-1993 is een korfbalseizoen van het KNKV. In dit seizoen is de opzet van de veldcompetitie en de zaalcompetitie hetzelfde; 2 Hoofdklasse poules met elk 8 teams. Elk team speelt 14 wedstrijden en de poulewinnaars nemen het tegen elkaar op in de finale. In de zaalcompetitie is 1 finalewedstrijd en op het veld is het een best-of-3 serie.

## Veldcompetitie KNKV
In seizoen 1992-1993 was de hoogste Nederlandse veldkorfbalcompetitie in de KNKV de Hoofdklasse; 2 poules met elk 8 teams. Na de competitie volgen 2 kruisfinalewedstrijden en de beide winnaars nemen het tegen elkaar op in een best-of-3 finaleserie.
Hoofdklasse Veld A
| pos | club        | gs | w  | g | v  | pnt | dv  | dt  | dt  |
| --- | ----------- | -- | -- | - | -- | --- | --- | --- | --- |
| 1.  | ROHDA       | 14 | 11 | 1 | 2  | 23  | 195 | 151 | +44 |
| 2.  | Blauw-Wit*  | 15 | 10 | 0 | 5  | 20  | 189 | 165 | +24 |
| 3.  | DOS'46*     | 15 | 8  | 2 | 5  | 18  | 189 | 182 | +7  |
| 4.  | Oost-Arnhem | 14 | 8  | 0 | 6  | 16  | 187 | 149 | +38 |
| 5.  | Nic.        | 14 | 7  | 0 | 7  | 14  | 168 | 175 | -7  |
| 6.  | Fortuna     | 14 | 5  | 1 | 8  | 11  | 183 | 188 | -5  |
| 7.  | DVO         | 14 | 5  | 0 | 9  | 10  | 154 | 162 | -8  |
| 8.  | TOP         | 14 | 1  | 0 | 13 | 2   | 119 | 212 | -93 |

- = na de reguliere competitie hadden zowel Blauw-Wit als DOS'46 18 punten. Om te bepalen welke ploeg 2e zou worden en zich dus zou plaatsen voor de kruisfinale, moest er een beslissingswedstrijd worden gespeeld. Deze werd gewonnen door Blauw-Wit met 16-11

Hoofdklasse Veld B
| pos | club           | gs | w  | g | v  | pnt | dv  | dt  | dt  |
| --- | -------------- | -- | -- | - | -- | --- | --- | --- | --- |
| 1.  | PKC            | 14 | 12 | 0 | 2  | 24  | 191 | 133 | +58 |
| 2.  | AKC            | 14 | 10 | 1 | 3  | 21  | 199 | 178 | +21 |
| 3.  | Deetos         | 14 | 8  | 2 | 4  | 18  | 173 | 142 | +31 |
| 4.  | Dalto          | 14 | 6  | 2 | 6  | 14  | 145 | 157 | +12 |
| 5.  | DEVD           | 14 | 5  | 2 | 7  | 12  | 139 | 172 | -33 |
| 6.  | Allen Weerbaar | 14 | 4  | 2 | 8  | 10  | 143 | 164 | -19 |
| 7.  | Drachten       | 14 | 3  | 1 | 10 | 7   | 147 | 169 | -22 |
| 8.  | Blauw-Wit (H)  | 14 | 3  | 0 | 11 | 6   | 157 | 179 | -22 |

|  | halve finale | halve finale | halve finale | halve finale |  |     | finale | finale | finale | finale |
|  |              |              |              |              |  |     |        |        |        |        |
|  |              |              |              |              |  |     |        |        |        |        |
|  | ROHDA        | 12           |              |              |  |     |        |        |        |        |
|  | AKC          | 14           |              |              |  |     |        |        |        |        |
|  |              |              |              |              |  | PKC | 14     | 11     |        |        |
|  |              |              |              |              |  | AKC | 9      | 9      |        |        |
|  | PKC          | 10           |              |              |  |     |        |        |        |        |
|  | Blauw-Wit    | 9            |              |              |  |     |        |        |        |        |

| Veldkampioen van Nederland 1993 |
| ------------------------------- |
| PKC                             |

## Zaalcompetitie KNKV
In seizoen 1992-1993 was de hoogste Nederlandse zaalkorfbalcompetitie in de KNKV de Hoofdklasse; 2 poules met elk 8 teams. Het kampioenschap is voor de winnaar van de kampioenswedstrijd, waarin de kampioen van de Hoofdklasse A tegen de kampioen van de Hoofdklasse B speelt.
 Hoofdklasse A
| pos | club         | gs | w  | g | v  | pnt | dv  | dt  | dt  |
| --- | ------------ | -- | -- | - | -- | --- | --- | --- | --- |
| 1.  | PKC          | 14 | 13 | 0 | 1  | 26  | 278 | 187 | +91 |
| 2.  | ROHDA        | 14 | 10 | 1 | 3  | 21  | 284 | 252 | +32 |
| 3.  | Fortuna      | 14 | 6  | 2 | 6  | 14  | 217 | 219 | -2  |
| 4.  | Nic.         | 14 | 6  | 1 | 7  | 13  | 235 | 244 | -9  |
| 5.  | Blauw-Wit    | 14 | 5  | 2 | 7  | 12  | 235 | 254 | -19 |
| 6.  | Nääs*        | 14 | 5  | 3 | 7  | 13  | 273 | 299 | -26 |
| 7.  | Wordt Kwiek* | 14 | 5  | 1 | 9  | 11  | 240 | 276 | -36 |
| 8.  | Dalto        | 14 | 1  | 2 | 11 | 4   | 222 | 253 | -31 |

- = na de regliere competitie hadden zowel Wordt Kwiek als Nääs 11 punten. Om te bepalen welke ploeg 7e zou worden en dus zou degraderen, moest er een beslissingsduel worden gespeeld. Deze wedstrijd werd gewonnen door Nääs met 21-16

Hoofdklasse B
| pos | club           | gs | w  | g | v  | pnt | dv  | dt  | dt  |
| --- | -------------- | -- | -- | - | -- | --- | --- | --- | --- |
| 1.  | Deetos         | 14 | 11 | 2 | 1  | 24  | 264 | 220 | +44 |
| 2.  | Oost-Arnhem    | 14 | 9  | 3 | 2  | 21  | 275 | 220 | +55 |
| 3.  | AKC            | 14 | 8  | 2 | 4  | 18  | 230 | 239 | -9  |
| 4.  | DKOD           | 14 | 5  | 2 | 7  | 12  | 208 | 206 | +2  |
| 5.  | Drachten       | 14 | 4  | 4 | 6  | 12  | 244 | 255 | -11 |
| 6.  | DOS'46         | 14 | 4  | 3 | 7  | 11  | 241 | 258 | -17 |
| 7.  | Allen Weerbaar | 14 | 3  | 3 | 8  | 9   | 201 | 258 | -57 |
| 8.  | SCO            | 14 | 2  | 1 | 11 | 5   | 218 | 275 | -57 |

### Topscoorders van de zaalcompetitie
| Naam                | Club | Goals |
| ------------------- | ---- | ----- |
| Aegle Frieswijk     | SCO  | 92    |
| Margo van de Singel | PKC  | 39    |

De finale werd gespeeld op zaterdag 20 maart 1993 in sportpaleis Ahoy, Rotterdam
| Hoofdklasse Finale |        |    |
|                    |        |    |
| A1                 | PKC    | 12 |
| B1                 | Deetos | 13 |

| Zaalkampioen van Nederland 1993 |
| ------------------------------- |
| Deetos                          |

## Prijzen
| Award                             | Winnaar          | Club    |
| --------------------------------- | ---------------- | ------- |
| Beste Speler                      | Jan de Jager     | PKC     |
| Beste Speelster                   | Mirelle Fortuin  | Deetos  |
| Coach van het Jaar                | Ben Crum         | PKC     |
| Beste Debutant van het Jaar       | Arjan Tiekink    | Nääs    |
| Beste Debutante van het Jaar      | Suzan van Oosten | Fortuna |
| Beste Scheidsrechter van het Jaar | Luit Kannegieter |         |